# 吉田田タカシ
吉田田タカシ（よしだだたかし、1977年5月23日-）は、日本の教育者、音楽家、ファシリテーター、クリエイティブ・ディレクター、芸術家。

## 人物
兵庫県多可郡出身。兵庫県立西脇高等学校、大阪芸術大学デザイン学科卒業。
スカバンド『DOBERMAN』のボーカル、アートスクール『アトリエe.f.t. 』主宰、『まほうのだがしやチロル堂』共同代表、登校拒否の子どもから大人が学び社会を変える『トーキョーコーヒー』代表。

## 教育活動 - アトリエe.f.t.
1998年、大阪芸術大学在学時にアートスクールアトリエe.f.t.を開校。“たのしいにいのちがけ”を胸に、老若男女約200名のメンバーと“つくるを通していきるを学ぶ”独自の教育を実践している。2015年6月にNHKニュースウオッチ9で特集され、ユニークで本質的な独自の指導方法が評価された。
2017年12月には、アトリエe.f.t.生駒校も開校。「つくるを通して生きるを学ぶ」を掲げ、ワークショップを通して、思考力、発想力、表現力、コミュニケーション力など、人生を切り拓く為に本質的なスキルの獲得を目的としている。
2020年 株式会社たのしいにいのちがけ設立。同年、放課後等デイサービス「bamboo」を開始（発達障害と呼ばれるこども達の型破りな才能を見出し伸ばすスクール）。
2022年「トーキョーコーヒー」設立（登校拒否の言葉遊びから生まれた、教育システムを進化させるムーブメント。大人が楽しく学びあう拠点は全国に約300ヶ所）。
2023年 朝日新聞beフロントランナーに掲載。

## 音楽活動 - DOBERMAN
1998年 同大学の友人を主軸としてスカ・バンドDOBERMANを結成。ボーカル、作詞を担当し、アルバム6枚をリリース。フジロックフェスティバル、釜山ロックフェス、韓国ツアー、ヨーロッパツアーなどを行う。
2020年 木梨憲武と合作「ホネまでヨロシク (feat. DOBERMAN)」をリリース。
2023年 結成25周年記念アルバムリリース。サントリー生ビールのCM音楽制作。

## まほうのだがしや チロル堂
2021年 奈良県生駒市に、こどもに情け無い思いをさせずに孤独貧困などの課題を解決する機能をもった駄菓子屋を設立。
2022年 チロル堂の仕組みがグッドデザイン大賞（内閣総理大臣賞）受賞。

## 芸術活動 - 講師・展示・ワークショップなど

### 講師
- バンタンデザイン研究所（講師）
  - デッサンと創造性開発ワークショップを担当（2009-）。
- 大阪歯科大学（非常勤講師）
  - 歯科審美学と創造性開発ワークショップを担当（2010-201？）。
- 京都芸術大学（非常勤講師）
  - 創造性開発ワークショップと巨大ねぶた制作ディレクションを担当（2012-2016）。
  - 2015年には「ブラジャーねぶた」が学長賞、在京都フランス総領事賞に選出され、アンスティチュ・フランセ関西で展示。
- 天理医療大学（非常勤講師）（2018.4）
- ナレッジキャピタル大学校（講師）
- 2018年 グランフロント大阪にて、日本の知を引率する100人に選出される。
- 2023年 ナレッジキャピタルWorld OMOSIROI Award受賞。

### 展示
- 個展
  - 「黙れ質問は許さん!」（1995）
  - 「精神分析図」
- 2会場同時個展「肉とタイポ」（2011）
  - 「肉とタイポ」WHO'S WHO GALLERY梅田・難波
  - クロッキー、タイポグラフィー、ライブペイントからなる個展
- 「藝術の為の装置」（2016）
  - 吉田田タカシとアトリエe.f.t.スタッフによる展覧会

### ワークショップ
- 兵庫県県民交流広場事業「いかして いきて いくための ワークショップ」（2014）にて全4回のワークショップを開催。
- 国際イノベーション会議 HACK OSAKA 2017においてワークショップファシリテーターを務める。